# Arnvid de Sunnmøre
Arnvid Torvidsson también Arnvid de Sunnmøre (m. 870) fue un caudillo vikingo, rey de Sunnmøre  y aliado de Solve Klove, encarnizado defensor de sus tierras frente a las embestidas de Harald I de Noruega hacia el sur, en sus intentos de conquista para reunificar Noruega. Tras la derrota de Huntiof de Nordmøre y Nokkve de Romsdal en la primera batalla de Solskjell contra el rey Harald, Solve Klove (quien había perdido sus tierras pero continuaba devastando las posesiones reales en Møre por su cuenta) y el rey Arvind convencieron a otro caudillo vikingo Audbjorn de Fjordane y los desposeídos por las conquistas de Harald I a unificar sus fuerzas y combatir las ambiciones reales, iniciativa bélica que desembocó en la segunda batalla de Solskjell.